# Afrika
Afrika är jordens näst största kontinent (efter Eurasien) och även jordens näst största världsdel efter Asien, både vad gäller areal och folkmängd. Med världsdelens öar inräknade mäter Afrika 30 244 050 km², vilket motsvarar 20,3 procent av jordens landmassa eller cirka 6 procent av jordens totala area. Omkring 22 miljoner km² av dessa ligger i tropikerna vilket gör den afrikanska kontinenten till världens varmaste kontinent. Antalet invånare i Afrika år 2022 beräknas till 1,4 miljarder, mer än en sjättedel av jordens befolkning. Dess längd i nordlig-sydlig riktning är omkring 8 000 km och dess största bredd omkring 7 800 km.

## Etymologi
Ordet ”Afrikas” etymologiska bakgrund är dunkel, och ordet har dessutom haft olika betydelse under olika epoker.
I äldre tider kallades allt land väster om Egypten för ”Libyen”. Enligt den grekiska historieskrivaren Herodotos berättelse seglade feniciska sjömän på uppdrag av den egyptiska kungen Neko runt Libyen, det vill säga kontinenten Afrika redan omkring 600 f.Kr.
När romarna först använde termen Africa terra avsåg de före andra puniska kriget endast trakten kring Karthago, det vill säga motsvarande ungefär dagens Tunisien där själva staden Karthago låg samt stora delar av Libyen och Algeriet. Romarna uppfattade först Egypten som en del av Asien, och det var först geografen Ptolemaios som drog gränsen vid Suez. Under kejsartiden kom Africa att avse hela det området romarna kände till av kontinenten, och allt eftersom européerna upptäckte mer och mer av kontinenten kom termen att avse ett allt större område. Namnet ska ha avsett "landet där afri" (singularis: afer) bodde. Afer avsåg namnet på ett folk som kan motsvara dagens berber. Vikingarna under 800- och 900-talen kallade norra Afrika för "Blåland".

## Geografi
Geologiskt är Afrika en mycket gammal kontinent, i huvudsak uppbyggd av urberg. Under jordens forntid var den en del av jättekontinenten Gondwanaland. Denna gled isär under jura- och krita-perioderna för 100-150 miljoner år sedan, och så fick Afrika sin nuvarande form.
Inom sina regelbundna kuster rymmer den en total yta på omkring 30 244 050 km² inklusive öarna. Afrika åtskiljs från Europa av Medelhavet och förenas med Asien i sitt nordöstra hörn genom näset vid Suez, omkring 130 km i bredd. Omkring 8 000 km skiljer den nordligaste punkten, Ras ben Sakka i Tunisien, från dess sydligaste, Kap Agulhas i Sydafrika. Från Kap Verde, dess västligaste punkt, till Ras Hafun i Somalia är det omkring 7 400 km. Afrikas kuster mäter omkring 28 000 km (1 km kust på 1 057 km²) varav Medelhavet står för 5 400 km, Atlanten 11 000 km, Indiska oceanen 8 700 km och Röda havet 2 900 km, och avsaknaden av djupare bukter och betydande halvöar blir uppenbar om man jämför med Europas 9 700 000 km² som omgärdas av 32 000 km kust (1 km kust på 278 km² land), eller med det fjordrika Norge, där motsvarande siffra 385 000 km² land och en kuststräcka på 20 000 km (1 km kust per 19 km² land).
Afrikas genomsnittliga höjd över havet är omkring 600 m, vilket motsvarar de båda amerikanska kontinenternas höjd men är lägre än den asiatiska på omkring 950 m. Jämfört med de andra kontinenterna utmärker sig Afrika med en liten andel landområden på mycket hög respektive mycket låg höjd. Landområdena under 180 m ö.h. upptar en osedvanligt liten del av den totala landmassan, och även de högsta delarna, som är betydligt lägre än motsvarande i Asien, utgörs av isolerade berg och bergskedjor. Generellt ligger de högre platåerna i öst och söder och de lägre delarna åt väst och norr och med en linje från ungefär vid Röda havets mitt till Kongoflodens mynning kan kontinenten delas upp i ett lågland i norr och ett högland i söder. Man kan således dela upp Afrika i fyra övergripande landområden:
1. Slättlanden vid kusterna – ofta med mangroveträsk insprängda – når aldrig långt in från kusterna utom vid vattendragens nedre delar. Slamrika slättland finns egentligen bara vid de större flodernas deltan, och annars utgör kustområdena det lägsta steget i en serie terrasser som bildar stigningen upp till de inre platåerna.
2. Atlasbergen i norr, som ligger isolerade av Saharaöknen.
3. De södra och östra höglanden som ligger på mellan 600 och 1 000 m ö.h.
4. De nordliga och västra slättlanden, inklusive Sahara, som kantas och genomfars av stråk med högre landområden, men i allmänhet håller sig under 600 m ö.h. Sahara ligger till och med bitvis under havsytan.

Skog täcker cirka en femtedel av Afrikas yta.
Hela Afrika har ett tropiskt eller Subtropiskt klimat.

### Fauna
Afrika är huvudsakligen känt för den öppna savannen med väldiga hjordar av hovdjur, som afrikansk buffel, gnuer, antiloper, giraffer och zebror. Dessa jagas av stora rovdjur som lejon, hyenor och geparder. Den afrikanska djungeln befolkas av ormar och primater samt av vattenlevande djur som krokodiler och groddjur. Afrika har även det största antalet arter som kan räknas till megafaunan, bland annat afrikanska elefanter, trubbnoshörning och flodhäst, på grund av att kontinenten bara i mindre utsträckning var påverkad av det massutdöende som skedde under pleistocen.

## Historia
Den första mänskliga migrationen, från kontinenten men även inom Afrikas kuster, kan spåras lingvistiskt, kulturellt och genom datoranalyser av genetiskt material. Någonstans i Östafrika tror dagens forskare att de första hominiderna uppkom. I Etiopien har man hittat ett två miljoner år gammalt skelett som uppkallades Lucy, den första kända mänskliga primaten.

### Tidigare civilisationer och handel

Några av de mest kända afrikanska civilisationerna. Civilisationer från olika tidsepoker visas parallellt.

Lingvistiska spår tyder på att Bantufolk emigrerade från Västafrika in i khoisanfolkets (de som tidigare kallades bushmän och hottentotter) område och undanträngde dem. Bantufolken använde en uppsättning grödor, bland annat kassava och jams, som var mer lämpade för jordbruk i det tropiska Afrika, och med sitt jordbruk kunde bantu försörja en betydligt större folkmängd än de jägare eller samlare som de trängde undan. Bantufolkens traditionella bosättningsområde sträcker sig från Saharaöknen till de tempererade regionerna i söder. Historiskt har deras vapen varit spjut, sköld, pil och båge. Det för khoisanspråkens karaktäristiska klickljuden återfinns i nguni- och bantuspråk som till exempel xhosa och zulu. Khoisanspråken talas idag främst av utspridda minoritetsgrupper i södra Afrika i länderna kring Kalahariöknen.
Afrika söder om Sahara har bestått av olika stater och riken, mindre stadsstater samt stammar och klaner. Det forna egyptiska riket, är en av världens äldsta stater, och den mest kända av de äldre afrikanska civilisationerna. Det fanns även statsbildningar i Nubien, Ghana, Timbuktu, Kanem-Bornu och i nuvarande Zimbabwe.
Nordafrika kom från och med 600-talet under arabiskt inflytande – en tid av kulturell blomstring – och med kamelens hjälp spreds Islam och den arabiska kulturen genom Sahara och vidare söderut. Arabiska och persiska handelsmän spred likaså Islam längs med den östafrikanska kusten parallellt med en omfattande svart slavhandel. Detta östafrikanska handelsutbyte med araber och perser sträckte sig ända bort till Java. Därigenom uppstod den etniska, kulturella och språkliga mångfalden på Östafrikas kust, Madagaskar och Komorerna.

### Arabvärlden och Europa utforskar kontinenten
Det arabiska intresset för Afrika går långt tillbaka, men handel med slavar från centra som Lamu och Zanzibar vid östkusten har pågått åtminstone sedan senare delen av 1000-talet e.Kr. De miljoner slavar som exporterades till arabvärlden och österut under den arabiska slavhandeln finns idag kvar som en stor etnisk grupp där, i stor utsträckning integrerad med den ursprungliga arabiska befolkningen. Slavhandel med svarta pågår fortfarande i vissa arabländer, till exempel Sudan.
Under 1300-talet började vissa europeiska handelsexpeditioner få kontakt med Nord- och Västafrika.
Från 1500-talets mitt fram till förbudet mot slavhandel i Storbritanniens parlament 1807, som kom att få full kraft först något årtionde senare, handlades slavar från lokala stamledare i främst Väst- och Centralafrika. Flera miljoner afrikaner såldes på detta vis som slavar till främst de Europeiska kolonierna i Amerika.
Tidiga kolonisatörer var araber, portugiser och spanjorer. Därefter koloniserades kontinenten framför allt av Storbritannien, Frankrike, Spanien, Italien, Belgien, Nederländerna, Tyskland och Portugal.

### Koloniseringen

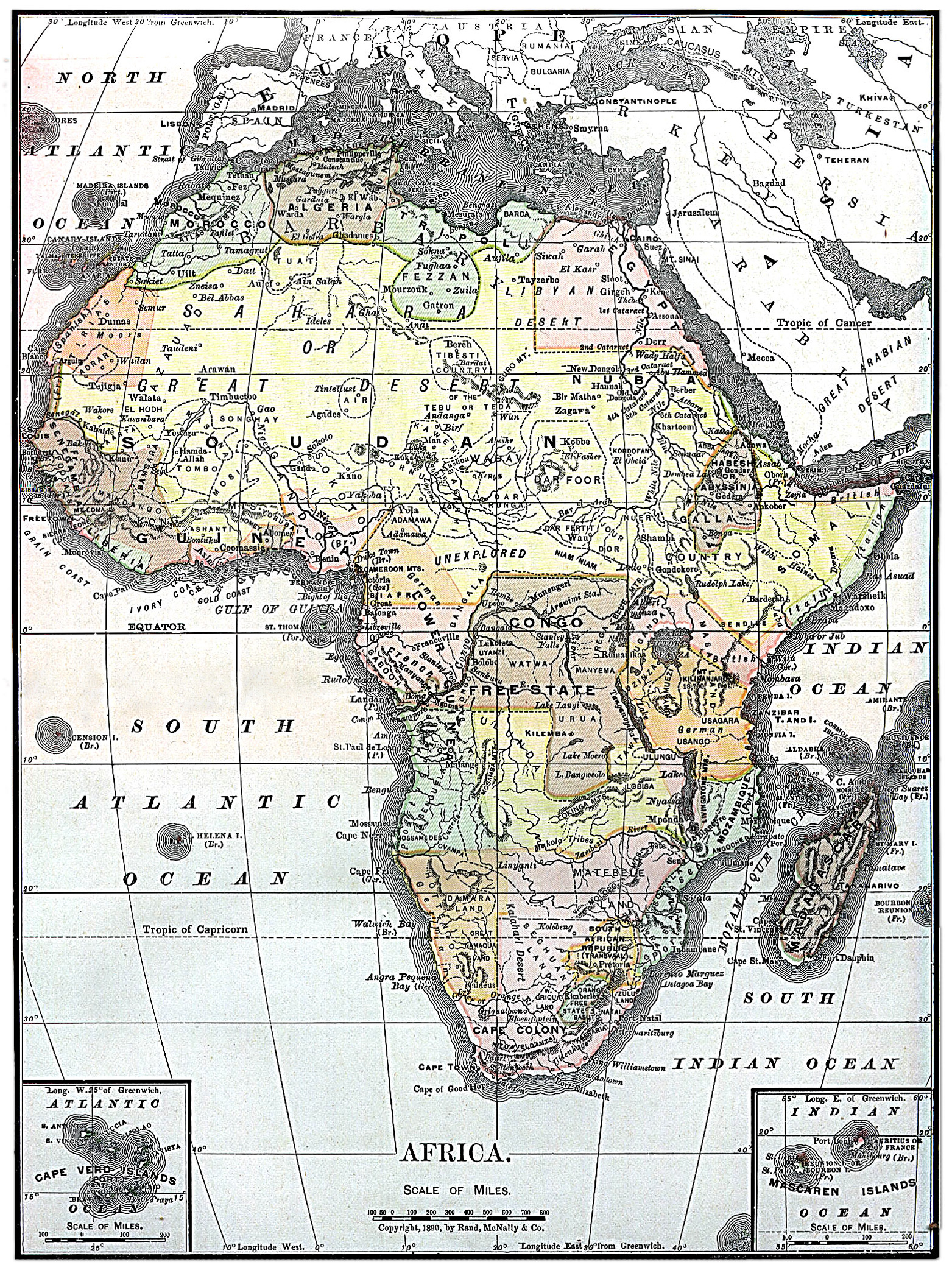
Politisk karta över Afrika från 1890.

Från slutet av 1000-talet koloniserade arabiska köpmän den afrikanska östkusten. Holländarna koloniserade på 1600-talet den då relativt folktomma södra udden av Afrika. Portugiserna grundade flera kolonier i västra Afrika och vid nuvarande Moçambique. I mitten av 1800-talet leddes flera expeditioner in i de centrala delarna av Afrika, bland annat av Livingstone och Speke, men också den svenske upptäcktsresanden Charles Andersson. Denna kolonisering förändrade i grunden det ekonomiska livet på kontinenten, och innebar i flera fall ensidig export av naturresurser. Kung Leopolds rovdrift på sin privata koloni Kongostaten är ökänd och kostade miljontals afrikanska liv. 
I Afrika fanns efter första världskriget endast tre självständiga stater nämligen konungariket Egypten, republiken Liberia och konungariket Abessinien. Tanger bildade med sitt område en internationell zon. För övrigt var hela världsdelen uppdelad på kolonier åt europeiska makter.
Flertalet kolonier erhöll självständighet under slutet av 1950-talet och början av 1960-talet. Avkoloniseringen resulterade i flertalet fall med katastrof, där diktatur och etnisk rensning vanligen blev följden, till exempel i Rhodesia (nuvarande Zimbabwe), Rwanda, Uganda, Nigeria m.fl. stater.

## Politik

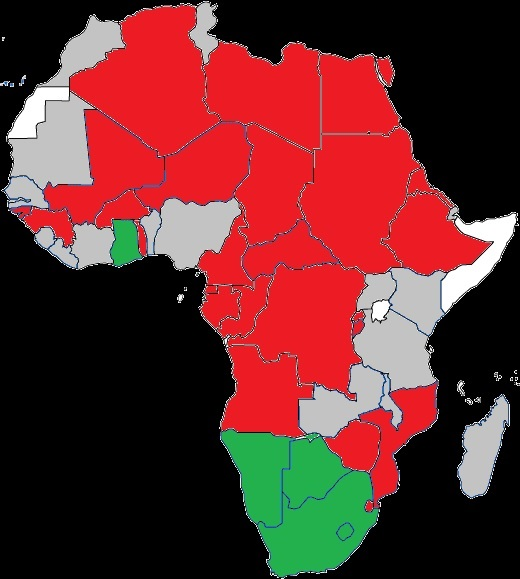
Av afrikanska länder är endast öriket Mauritius fullvärdig demokrati. De gröna är Demokratier med anmärkning, de grå är hybridregimer, de röda är totalitära regimer; allt enligt Democracy Index 2022. För de vita saknas uppgifter.

Det postkoloniala Afrikas politik har i hög grad präglats av diktatur, statskupper och brist på mänskliga rättigheter.
Nationerna i Afrika har ofta visat sig vara instabila stater som efter självständigheten hemsökts av korruption, våldsamma statskupper, despotism och militärdiktaturer. Under perioden 1960-1989 genomfördes över 70 kupper och 13 mord på presidenter. Under det kalla kriget kämpade USA och Sovjetunionen om makten i Afrika, och tillsammans med länder som Frankrike och Kuba, stödde de aktivt diktaturer och iscensatte flera av dessa kupper och illgärningar mot demokratiskt valda regeringar. Enligt en spridd uppfattning beror många militära konflikter om territorier och gränser under Afrikas moderna historia på de gränser från kolonial tid som huvudsakligen drogs upp efter Kongokonferensen, men detta kan inte visas eftersom något jämförelseområde inte finns. Konflikter i Afrika har ofta drivits av tillgången till kontinentens rika råvarutillgångar – diamanter och metaller som guld, platina, uran och koppar.
Korruption och havererade politiska program har lett till utbredd undernäring och undermålig infrastruktur orsakar alltjämt brist på mat och rent vatten. Sanitetsproblemen har också orsakat en akut spridning av bland annat hiv-viruset som leder till sjukdomen aids.
Trots nöd och umbäranden finns vissa positiva tecken – demokratiskt valda regeringar växer i antal även om de inte utgör någon majoritet ännu. Genom påtryckningar från till exempel Internationella valutafonden (IMF) har många afrikanska stater lyckats vända en nedåtgående ekonomisk spiral som varat i flera decennier till en positiv tillväxt. Om man beaktar IMF:s katastrofala misslyckanden i länder som Argentina och Filippinerna är det dock oklart i vilken omfattning dessa konventionella ekonomiska kriterier ger en rättvis bild av vad Afrika faktiskt behöver.
De afrikanska ledarna har i olika omgångar sökt former för samarbete sinsemellan. Hittills har dock detta inte lyckats särskilt väl. Under inbördeskriget i Kongo var det grannstaterna som spädde på konflikten snarare än utomafrikanska stater, och motivet var främst att skaffa kortsiktiga vinster genom att utvinna diamanter och andra mineraler. Antalet döda i konflikten har uppskattats till 3,5 miljoner under en femårsperiod.
De politiska samarbetsorganisationer man skapat har inte kunnat leva upp till förväntningarna. Organisationen för afrikansk enighet (OAU 1963-2002) kallades till exempel diktatorsklubben för dess tendens att alltid stödja de sittande politiska ledarna och ägna väldigt lite energi åt att främja den vanlige afrikanens mänskliga rättigheter. 2002 skapades i stället Afrikanska unionen, som är tänkt att underlätta ett framtida samarbete mellan kontinentens stater. Hittills har denna organisation inte klarat att hantera till exempel utrotningskriget i Darfur-provinsen i Sudan, där en arabisk statsledning tillåtit slakt på hundratusentals av bantubefolkningen i sydväst. En avgörande skillnad mellan såväl OAU som AU å ena sidan och EU å den andra, är att EU startades av en grupp länder som satte demokrati och mänskliga rättigheter i fokus för den egna politiken, och som krävt detta av tillkommande medlemsstater. OAU och AU har från början i stället varit territoriellt inriktade, och visserligen haft demokrati och mänskliga rättigheter som skrivelser i sina stadgar, men ytterst sällan satt kraft bakom dessa ord. På så sätt liknar AU mer FN än EU.

## Ekonomi

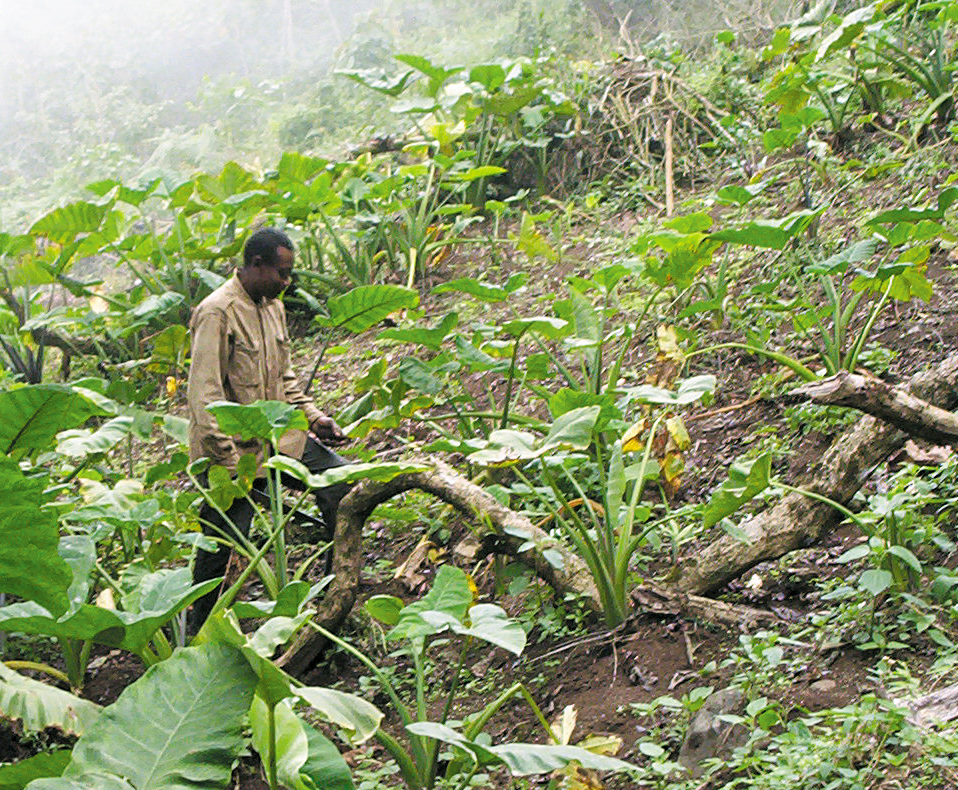
Jordbrukare på en jamsodling i Kamerun

Afrikas ekonomi omfattar ungefär 887 miljoner människor i 54 olika stater (Juli 2005). Afrika är världens fattigaste kontinent, och den är, i medeltal, fattigare än den var för 25 år sedan. På FN:s Human Development Report från 2003 (som rankade världens 175 länder enligt en rad kriterier) var plats mellan 151 och 175 intagna av länder i Afrika.
Det finns dock länder som lyckas bra ekonomiskt, bland andra Botswana, Ghana och Sydafrika. Etiopien har också en relativ bra ekonomi tack vare den höga tillväxten i landet på cirka 11-15% per år. Sydafrika har en väl fungerande inhemsk aktiehandel och har stora naturtillgångar i bland annat guld och diamanter och ett väl fungerande rättsväsen. Det finns i Sydafrika även tillgång till investeringskapital, stora marknader och utbildad arbetskraft. Det finns även andra afrikanska länder, exempelvis Egypten, som länge haft en väl fungerande handelssektor och ekonomi.
Kontinentens kust mot Atlanten återfinns stora fyndigheter av olja. I Nigeria finns en av världens mest betydande oljereserver och landets ekonomi är bland de snabbast växande i världen.
Afrikas jordbruk sysselsätter drygt hälften av Afrikas befolkning och är den viktigaste näringen. Cirka 6 % (ungefär 1 814 600 km²) av världsdelens yta är uppodlad, mest i savannområdena. I stora delar av de brukningsbara områdena är jordens bördighet ganska låg. De bästa jordarna återfinns i begränsade höglandsområden som i till exempel Kamerun och Östafrika.

## Demografi

### Befolkning
Människan, Homo sapiens sapiens, antas härstamma från Afrika och spred sig härifrån till de omgivande kontinenterna. Den svarta befolkningen söder om Sahara tillhör den ursprungliga befolkningen som hela tiden levat i Afrika. 
Norr om Sahara präglar samröret med övriga Medelhavsområdet och inte minst sydvästra Asien både befolkning, språk och kultur.
På ön Madagaskar, som länge var obebodd, härstammar majoriteten av befolkningen från människor som emigrerat från Indonesien. Under kolonialtiden skedde inflyttning från Europa och Asien till södra Afrika, där den icke-svarta befolkningen idag utgör betydande minoritetsgrupper.
Afrikas befolkning uppvisar många för utvecklingsregioner typiska drag, som höga födelsetal i kombination med sjunkande dödstal med snabb befolkningsökning och låg medelålder (45 % är under 15 år) som följd. Även om befolkningstätheten varierar kraftigt mellan olika regioner är Afrika generellt en glestbefolkad kontinent, med i genomsnitt 27,8 invånare per km².
Afrika är den kontinent som har den lägsta urbaniseringsgraden, med endast 25% boende i städer. Även här är variationerna stora, och i norra och östra Afrika finns en lång urban tradition.

### Språk

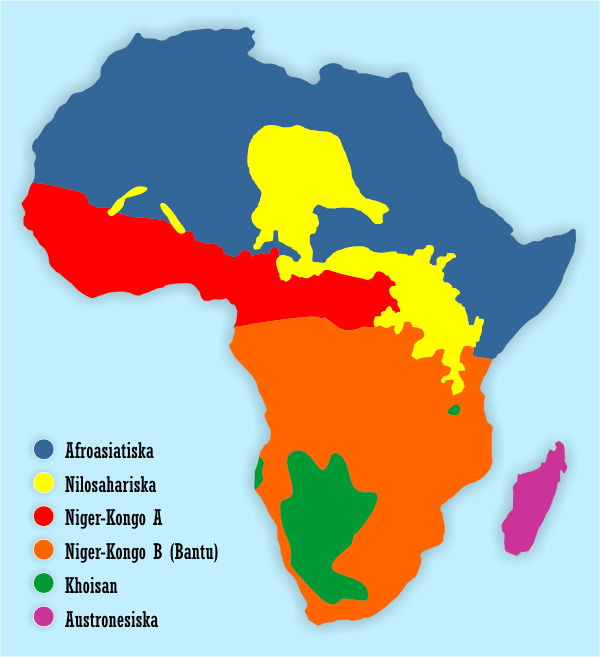
Språkfamiljer i Afrika

Uppskattningsvis finns det ungefär 1800 talade språk i Afrika idag. Vissa av dessa, till exempel Swahili, Hausa, och Yoruba, talas av många miljoner människor, medan det finns andra som bara talas av några hundra eller ännu färre. Afrika har även många olika teckenspråk. De flesta afrikaner talar som modersmål ett språk tillhörande någon av de fyra språkfamiljerna afroasiatiska språk, nilo-sahariska språk, Niger-Kongospråk eller khoisanspråk.
Med några få nämnvärda undantag i östra Afrika, har nästan alla afrikanska länder språk som har sitt ursprung utanför världsdelen som officiellt språk, på grund av kolonialismen och mänsklig migration. Till exempel används i ett stort antal afrikanska länder franska eller engelska som administrativt språk för stat, handel, utbildning och media. Arabiska, portugisiska, afrikaans och malagassiska är andra exempel på språk med ursprung utanför Afrika som idag används av miljoner afrikaner, både i offentliga och privata sammanhang.

### Religion
Kristendom och islam är de största religionerna i Afrika, 46,3 % av alla afrikaner är kristna och 40,5 % är muslimer. Resten 11,8 % tillhör olika lokala afrikanska religioner som funnits före den europeiska kolonisationen. Ett mindre antal afrikaner är hinduer, eller har tro från judisk tradition. Exempel på afrikanska folk som tillhör judendomen är Beta Israel, Lembafolk och Abayudaya i östra Uganda. Sydafrika och Angola har över 55% kristna katoliker.

## Kultur
Afrika har ett stort antal överlappande kulturer, och flera tusen olika etniska grupper. Den mest konventionella distinktionen är den mellan området söder om Sahara och området norr om öknen. De nordliga länderna associerar sig främst med arabkulturen, medan de sydliga länderna består av i sin tur många olika kulturella områden. En av de största kulturella identiteterna är den som innefattar alla folk som talar något bantuspråk.
Det går också att göra en indelning i gamla franska Västafrika å ena sidan, och resten av Afrika (mer specifikt de brittiska eller portugisiska kolonierna i södra och östra Afrika) å andra sidan. En annan kulturell linje går mellan de afrikaner som håller kvar vid sina gamla traditionella livsstilar, och de som har anpassat sig till en mer modern livsstil. Det går även att dela upp traditionalisterna i sådana som ägnar sig åt uppfödning av boskap, och sådana som ägnar sig åt jordbruk.
Afrikansk konst och afrikansk arkitektur reflekterar de afrikanska kulturernas diversitet. De äldsta exemplen på afrikansk konst är 75 000 år gamla pärlsmycken gjorda av nassariusskal, dessa hittades i Blombosgrottan. Pyramiderna i Giza var världens högsta byggnader under 4 000 år. Klippkyrkorna i Lalibela i Etiopien, bland vilka Bete Giyorgis ("St. Göranskyrkan") är mest välkänd, är också kända exempel på afrikansk arkitektur.

## Regioner och territorier

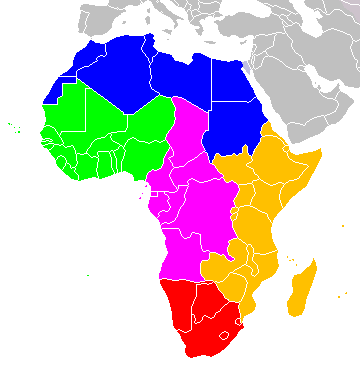
Regioner i Afrika:
Nordafrika
Västafrika
Centralafrika
Östafrika
Södra Afrika

| Regioner, länder och territorier, med flagga          | Area (km²) | Folkmängd (2010) | Befolkningstäthet (per km²) | Huvudstad                                          |
| ----------------------------------------------------- | ---------- | ---------------- | --------------------------- | -------------------------------------------------- |
| Centralafrika:                                        |            |                  |                             |                                                    |
| Angola                                                | 1 246 700  | 19 081 912       | 15,3                        | Luanda                                             |
| Kamerun                                               | 475 440    | 19 598 889       | 41,2                        | Yaoundé                                            |
| Centralafrikanska republiken                          | 622 984    | 4 401 051        | 7,1                         | Bangui                                             |
| Tchad                                                 | 1 284 000  | 11 227 208       | 8,7                         | N'Djamena                                          |
| Kongo-Brazzaville                                     | 342 000    | 4 042 899        | 12,9                        | Brazzaville                                        |
| Kongo-Kinshasa                                        | 2 345 410  | 65 965 795       | 28,1                        | Kinshasa                                           |
| Ekvatorialguinea                                      | 28 051     | 700 401          | 24,9                        | Malabo                                             |
| Gabon                                                 | 267 667    | 1 505 463        | 5,6                         | Libreville                                         |
| São Tomé och Príncipe                                 | 1 001      | 165 397          | 165,0                       | São Tomé                                           |
| Nordafrika:                                           |            |                  |                             |                                                    |
| Algeriet                                              | 2 381 740  | 35 468 000       | 14,9                        | Alger                                              |
| Egypten                                               | 1 001 450  | 81 121 000       | 81,0                        | Kairo                                              |
| Libyen                                                | 1 759 540  | 6 355 112        | 3,6                         | Tripoli                                            |
| Marocko                                               | 446 550    | 31 951 412       | 71,5                        | Rabat                                              |
| Sudan                                                 | 1 886 068  | 33 551 941       | 17,8                        | Khartoum                                           |
| Tunisien                                              | 163 610    | 10 480 934       | 64,1                        | Tunis                                              |
| Västsahara (Marocko)                                  | 266 000    | 530 500          | 2,0                         | El Aaiún                                           |
| Områden som är likställda delar av europeiska stater: |            |                  |                             |                                                    |
| Kanarieöarna (Spanien)                                | 7 492      | 2 117 519        | 282,6                       | Las Palmas de Gran Canaria, Santa Cruz de Tenerife |
| Ceuta (Spanien)                                       | 20         | 78 674           | 3933,7                      | –                                                  |
| Madeira (Portugal)                                    | 797        | 267 302          | 335,4                       | Funchal                                            |
| Melilla (Spanien)                                     | 12         | 73 460           | 6121,6                      | –                                                  |
| Södra Afrika:                                         |            |                  |                             |                                                    |
| Botswana                                              | 600 370    | 2 006 945        | 3,3                         | Gaborone                                           |
| Lesotho                                               | 30 355     | 2 171 318        | 71,5                        | Maseru                                             |
| Namibia                                               | 825 418    | 2 283 289        | 2,7                         | Windhoek                                           |
| Sydafrika                                             | 1 219 912  | 50 132 817       | 41,1                        | Bloemfontein, Kapstaden, Pretoria (Tshwane)        |
| Swaziland                                             | 17 363     | 1 186 056        | 68,3                        | Mbabane                                            |
| Västafrika:                                           |            |                  |                             |                                                    |
| Benin                                                 | 112 620    | 8 849 892        | 78,6                        | Porto-Novo                                         |
| Burkina Faso                                          | 274 200    | 16 468 714       | 60,1                        | Ouagadougou                                        |
| Kap Verde                                             | 4 033      | 495 999          | 123,0                       | Praia                                              |
| Elfenbenskusten                                       | 322 460    | 19 737 800       | 61,2                        | Abidjan, Yamoussoukro                              |
| Gambia                                                | 11 300     | 1 728 394        | 152,9                       | Banjul                                             |
| Ghana                                                 | 239 460    | 24 391 823       | 101,9                       | Accra                                              |
| Guinea                                                | 245 857    | 9 981 590        | 40,6                        | Conakry                                            |
| Guinea-Bissau                                         | 36 120     | 1 515 224        | 41,9                        | Bissau                                             |
| Liberia                                               | 111 370    | 3 994 122        | 35,9                        | Monrovia                                           |
| Mali                                                  | 1 240 000  | 15 369 809       | 9,1                         | Bamako                                             |
| Mauretanien                                           | 1 030 700  | 3 459 773        | 3,4                         | Nouakchott                                         |
| Niger                                                 | 1 267 000  | 15 511 953       | 12,2                        | Niamey                                             |
| Nigeria                                               | 923 768    | 158 423 182      | 171,5                       | Abuja                                              |
| Sankta Helena (Storbritannien)                        | 410        | 4 118            | 10,0                        | Jamestown                                          |
| Senegal                                               | 196 190    | 12 433 728       | 63,4                        | Dakar                                              |
| Sierra Leone                                          | 71 740     | 5 867 536        | 81,8                        | Freetown                                           |
| Togo                                                  | 56 785     | 6 027 798        | 106,1                       | Lomé                                               |
| Östafrika:                                            |            |                  |                             |                                                    |
| Burundi                                               | 27 830     | 8 382 849        | 301,2                       | Bujumbura                                          |
| Komorerna                                             | 2 170      | 734 750          | 338,6                       | Moroni                                             |
| Djibouti                                              | 23 000     | 888 716          | 38,6                        | Djibouti                                           |
| Eritrea                                               | 121 320    | 5 253 676        | 43,3                        | Asmara                                             |
| Etiopien                                              | 1 127 127  | 82 949 541       | 73,6                        | Addis Abeba                                        |
| Kenya                                                 | 582 650    | 40 512 682       | 69,5                        | Nairobi                                            |
| Madagaskar                                            | 587 040    | 20 713 819       | 35,3                        | Antananarivo                                       |
| Malawi                                                | 118 480    | 14 900 841       | 90,3                        | Lilongwe                                           |
| Mauritius                                             | 2 040      | 1 299 172        | 636,8                       | Port Louis                                         |
| Mayotte (Frankrike)                                   | 374        | 204 114          | 545,8                       | Mamoudzou                                          |
| Moçambique                                            | 801 590    | 23 390 765       | 29,2                        | Maputo                                             |
| Réunion (Frankrike)                                   | 2 512      | 846 068          | 336,8                       | Saint-Denis                                        |
| Rwanda                                                | 26 338     | 10 624 005       | 403,4                       | Kigali                                             |
| Seychellerna                                          | 455        | 86 518           | 190,1                       | Victoria                                           |
| Somalia                                               | 637 657    | 9 330 872        | 14,6                        | Mogadishu                                          |
| Sydsudan                                              | 633 783    | 8 207 607        | 13                          | Juba                                               |
| Tanzania                                              | 945 087    | 44 841 226       | 47,4                        | Dodoma                                             |
| Uganda                                                | 236 040    | 33 424 683       | 141,6                       | Kampala                                            |
| Zambia                                                | 752 614    | 13 088 570       | 17,4                        | Lusaka                                             |
| Zimbabwe                                              | 390 580    | 12 571 454       | 32,2                        | Harare                                             |
| Total                                                 | 30 305 053 | 1 022 234 400    | 33,7                        |                                                    |

Anmärkningar

1. ↑  Enligt FN:s regionindelning av världen.
2. ↑  Egypten brukar anses ligga i två världsdelar, Nordafrika (enligt FN:s regionindelning) och Västasien; befolknings- och arealuppgifterna avser endast den afrikanska delen, väster om Suezkanalen.
3. ↑  Västsahara är ockuperat av Marocko, som också har anspråk på området.
4. ↑  De till Spanien hörande Kanarieöarna brukar geografiskt räknas till Nordafrika på grund av deras relativa närhet till Marocko och Västsahara; befolknings- och arealuppgifterna är från år 2001.
5. ↑  Den spanska exklaven Ceuta omges på landsidan av Marocko i Nordafrika; befolknings- och arealuppgifterna är från år 2001.
6. ↑  Det till Portugal hörande Madeira brukar geografiskt räknas till Nordafrika på grund av dess relativa närhet till Marocko; befolknings- och arealuppgifterna är från år 2001.
7. ↑  Den spanska exklaven Melilla omges på landsidan av Marocko i Nordafrika; befolknings- och arealuppgifterna är från år 2001.
8. ↑  Bloemfontein är Sydafrikas judiciella huvudstad, medan Kapstaden är säte för den lagstiftande församlingen och Pretoria är administrativ huvudstad. Staden Pretoria har inlett en process för att eventuellt byta namn till Tshwane.
9. ↑  Yamoussoukro är Elfenbenskustens officiella huvudstad, men Abidjan fungerar de facto som huvudstad.